# 모민의 방
《모민의, 방》은 2016년 11월 1일부터 2016년 11월 22일까지 OCN에서 방영한 드라마이다.

## 등장 인물

### 주요 인물
- 장희령 : 이모민 역 (아역 : 고다영)
- 이기광 : 완이 역 (아역 : 이준영)
- 백성현 : 현우 역

### 주변 인물
- 최지헌 : 민선유 역
- 윤정일 : 해찬 역
- 이현주 : 이모다 역 - 이모민의 여동생
- 이선주 : 교수 역

### 그 외
- 박성욱, 고수영, 강규현, 윤두호 : 밴드 역
- 장웅희, 이해선 : 그림 작가 역